# راین‌متال

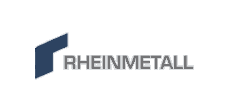
راین متال

راین متال (به آلمانی: Rheinmetall) یک شرکت آلمانی ساخت تجهیزات نظامی و دفاعی است که مرکز آن در دوسلدورف آلمان قرار دارد. با تحقیقات انجام شده در سال ۲۰۰۴ این شرکت از نظر بزرگی میان شرکت‌های ساخت این نوع تجهیزات در ردهٔ هشتم قرار دارد.

## تاریخچه
این شرکت در ۱۳ آورریل ۱۸۸۹ توسط هاینریش ارهارد (به آلمانی: Heinrich Ehrhardt) با کمک کارخانهٔ فلز و ماشین راین پایه‌گذاری شد.

## جدیدترین محصولات
این شرکت در سال ۲۰۱۳ با موفقیت یک لیزر پر قدرت نظامی را طراحی و تولید کرد. این لیزر می‌تواند هواپیماهای پهپاد را در میانه پروازشان تخریب کند. این نوع لیزر تخریبی قادر است از فاصله  ۱۶۰۰ متری بدنه فولادی پهباد را شکافته و به داخل هواپیما نفوذ کند. این ویژگی تخریبی حتی در آب و هوای نامساعد هم دچار اختلال نمی‌گردد. این شرکت قصد دارد با گسترش تحقیقات خود کارایی این لیزر را در جهت تخریب دیگر وسایل نقلیه نظامی در میادین جنگی افزایش دهد.